# Andorra durant la dictadura de Primo de Rivera
Durant la dictadura de Primo de Rivera, el Principat d'Andorra va ser objecte d'interès per nacionalistes espanyols i catalans. Per part dels feixistes espanyols, en la persona del dictador, per les seves visions expansionistes. Els nacionalistes catalans perquè volien utilitzar Andorra com punt d'estratègia per alliberar Catalunya i declarar-la independent.

## Historiografia
El període d'entreguerres a Andorra ha estat estudiat de forma sumària. Les recerques més abundants tracten sobretot del conflicte sorgit amb FHASA. Existeix informació abundant sobre la situació econòmica d'aquesta època però són pocs els treballs que es focalitzen realment sobre la situació política interna i externa. Alguna informació cal anar-la a buscar a les conseqüències que generà la Guerra Civil a Espanya per Andorra.
Recentment, però, l'historiador Gerhard Lang-Vlachs ha dedicat tot un volum a tractar sobre la Segona República Espanyola i les seves repercussions sobre Andorra. L'entre-guerres és efectivament un període força marcat per l'establiment de la República a Espanya. Aquesta recerca cal acompanyar-la forçosament amb l'estudi de l'historiador Arnau Vilalta que s'ha endinsat en tot el període d'entre-guerres.
- La cruïlla andorrana de 1933, la revolució de la modernitat, Valls, Cossetània - Fundació Julià Reig, 2009.
- Andorra entre las guerras, Espanya, Círculo Rojo, 2018

De forma complementària, es pot llegir la biografia dedicada al copríncep episcopal i que pot donar alguns detalls sobre la personalitat d'aquesta autoritat de forma a poder contextualitzar algunes de les seves decisions o, si més no, entendre la postura de la Mitra durant el context polític de l'entre-guerres.
- El copríncep Mons. Justí Guitart i el seu temps (1920-1945), Barcelona, Publicacions de l'Abadia de Montserrat, 2008.

Entrant dins la Guerra Civil a Espanya, la periodista Ampara Soriano hi dedicà tot un volum, el més important i complet malgrat que encara hi ha documentació per explotar:
- Amparo Soriano, Andorra durant la Guerra Civil Espanyola, Andorra la Vella, Consell General, 2006

## Entre Primo de Rivera i l'Estat Català
Per Andorra la dictadura de Primo de Rivera va suposar que el país es convertís en l'estratègia del partit de Francesc Macià per convertir Catalunya en una república. Un desig que finalment va esvair-se però que ha quedat en la Història. Per preparar l'ocupació de Catalunya, l'Estat Català comptava amb voluntaris que formaven escamots clandestins que s'entrenaven a França. Però el president català també tenia un grup a Andorra, la Seu d'Urgell i Puigcerdà; que actuaven com un grup logístic, habituat a les inclemències del territori i clima. En un principi Macià va valorar l'opció d'iniciar l'ocupació des d'Andorra entrant per la Seu d'Urgell, però finalment es va decantar per Prats de Molló a Vallespir. Però la Seu d'Urgell estava altament militarizada. La forta presència de guàrdies civils i carabiners a la Seu, i la manca de voluntaris suficients per portar a terme el pla va fer decantar l'opció vers Vallespir. El territori nacional va estar doncs a dos dits d'haver participat en l'alliberament català. Els primers homes enviats al Grup d'Andorra eren Joan Gual, Joaquim Puyo, Benet Sàmper i Xavier Tarragó.
Els militants que es destinaven al Principat d'Andorra eren enviats als Cortals d'Encamp, per explotar una concessió minera que el Consell General va atorgar Benes Mas, un comerciant i hoteler encampadà. Mas era el prestanoms de Jaume Mosella, proper a Estat Català. I és que per obrir un negoci a Andorra, un andorrà havia de prestar el seu nom al l'estranger interessat. Jaume va subcontractar la concessió d'una extracció de ploma a l'Orri Vell (al Madriu), on el petit contingent de voluntaris es feia passar per miners. D'aquesta manera aprofitava “l'anonimat” per entrenar-se, alçar plànols de la regió, cercar punts d'entrada per a les tropes expedicionàries i fer d'enllaç amb Catalunya. Ajudava, per exemple, en feines de correu i contraban d'armes. Com que era vital que ningú els descobrís, treballaven verdaderament a la mina encampadana. Van comptar amb l'ajuda de molts andorrans, de fet els contactes locals eren imprescindibles per a l'èxit de la missió. Perquè tot això fos possible calia un “contacte clau” i aquest va ser Bonaventura Armengol, el metre Orelleta, que va convertir-se en l'home de confiança de Macià a Andorra. Tanmateix, el grup de miners va ser restà desapercebut, ja que molts andorrans no acabaven de saber ben bé que es portaven entre mans. Per tal de sufocar les possibles sospites, els propis miners socialitzaven amb el poble encampadà.

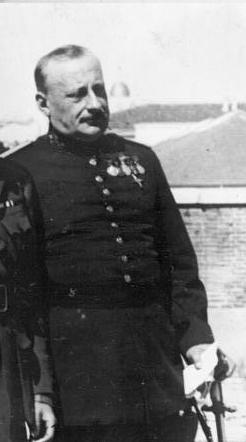
El dictador Miguel Primo de Rivera.

Armengol col·laborava activament amb el propòsit de Macià i un cop al mes anava a la Banca Fornesa de la Seu d'Urgell a recollir la transferència bancària de la delegació de la Banca de Catalunya de París per al finançament dels miners. El mestre Orelleta era imprescindible per a Macià, ja que recollia informació de molta utilitat, més que el contacte que tenia a la Seu d'Urgell, Modest Cases. Armengol també va ajudar alguns dels membres d'Estat Català a treballar de mestres en lloc de continuar a la mina de plom. Les idees republicanes de Macià el van seduir de tal manera que va ser ell, precisament, qui va capitanejar l'entrada a la Casa de la Vall l'any 1933, després de la desfeta de l'Estat Català, per exigir el sufragi universal a tots els homes. La presència de Macià a Andorra, d'altra banda, no era nova. Ja l'any 1892 el president català va trepitjar sòl andorrà en la companyia de l'excursionista Juan Avilés que va sojornar al país uns 3 mesos. Amb aquesta visita Macià començà a apropar-se al país fins a tal punt que fins i tot ell mateix va contribuir a traçar la carretera de la Seu d'Urgell a Andorra la Vella. José Campi i Esterri d'Àneu també els acompanyaven i van dormir a l'hostal de Moles on, segons expliquen van poder observar els costums dels andorrans. Avilés, tanmateix, va sortir de la capital andorrà amb un mal regust de boca. Pel que ha pogut explicar en el seu llibre “El Pallars, Arán y Andorra”, la capital no era gaire atractiva. Una impressió que el mateix Macià també va compartir. Finalment l'any 1926 els francesos van detenir els escamots quan intentaven envair Catalunya des de Prats de Molló. S'apagava doncs el que hagués pogut contribuir a alliberar Catalunya d'una dictadura, guerra civil i altre cop dictadures devastadores. No obstant això els andorrans residents a Barcelona quan Macià va aconseguir proclamar la república van felicitar Macià per la proclamació mitjançant una carta. El Consell General va fer el mateix però d'una manera més reservada i continguda.

### Andorra segons Rivera
Andorra segons Rivera era dins d'Espanya. Tornant al projecte imperial hispànic, Andorra havia de ser amb la dictadura tutelada del general Primo de Rivera un braç amputat d'Espanya. El període que s'estén entre la dècada dels 1910 fins al 1923 és relativament òptim per la llengua nacional. El catalanisme va entendre la necessitat d'articular les diferents sensibilitats polítiques a Catalunya en vista de recuperar l'autogovern perdut al 1714. Poc abans de la Gran Guerra el setmanari satíric Cu-cut! i el diari La veu de Catalunya foren assaltats i les redaccions destrossades per militars espanyols. Els incidents tingueren un impacte notori en la política que es gestava des de Catalunya. El catalanisme intentà a partir des de llavors propiciar un clima que permetés el retorn de l'autonomia per posteriorment incloure la plena sobirania. Aleshores el català estava desproveït d'unes normes i d'una gramàtica pròpia. Tampoc gaudia d'una situació favorable. Perseguit a França i marginat a Espanya, la llengua catalana no gaudia d'oficialitat ni de protecció malgrat ser d'ús majoritari entre la població. L'intent d'oficialitzar-lo fou fins i tot atacat des de la Reial Acadèmia de la Llengua Espanyola. Per aquest motiu la Mancomunitat introduí el català a l'escola i es creà l'Institut d'Estudis Catalans que divulgà les primeres normes ortogràfiques encarregades al filòleg català Pompeu Fabra (1868-1948). Prohibit de redactar el seu testament de mort en català, Pompeu Fabra resolgué viatjar a Andorra per redactar-lo. A Andorra la situació del català que no gaudia tampoc d'una bona salut, no era prohibit malgrat que a Espanya es volgués prohibir-lo.
El final de la Primera Guerra Mundial havia tornat a canviar aquest ambient beneficiós per Catalunya. La fràgil victòria de les democràcies liberals es veié atrapada per una crisi econòmica i monetària que havia apujat els preus, l'atur i els salaris. La classe obrera protagonitza llavors diverses protestes a Catalunya i a la resta del regne hispànic. La política colonial espanyola al Marroc fracassa totalment a més d'aixecar un fort moviment contestatari a Catalunya. A Itàlia l'assassinat l'11 de juny del 1924 del socialista Giacomo Matteotti per part de l'extrema dreta posa la primera pedra per l'avançament a l'Europa occidental del feixisme. En sintonia amb l'”aire du temps” el 13 de setembre del 1923 el militar Miguel Primo de Rivera y Orbaneja fa un cop d'Estat que el monarca hispànic Alfons XIII avala amb l'ajuda de l'Església catòlica i de l'exèrcit. La dictadura feixista queda establerta i això tingué conseqüències per Andorra.
El règim suprimí la Mancomunitat, inicià una política agressiva en contra de la identitat nacional basca i catalana, censurà la premsa, perseguí rivals polítics, prohibint-ne els partits, etc. De resultes, Andorra tronarà a ser l'ull de mira d'Espanya. El general despertà el seu interès pel país quan fou promogut a governador de Barcelona i ja en aquell moment conclogué que Andorra era una part imputada del regne d'Espanya. Així, quan aconsegueix imposar el totalitarisme ordena l'entrada de tropes espanyoles en territori andorrà, entre d'altres, per prohibir-hi l'ensenyament en llengua catalana. Una incursió que el mateix bisbe de la Seu d'Urgell passà per alt, en plena sintonia amb el posicionament de l'Església catòlica envers el nou règim. En efecte, el copríncep episcopal és titllat d'instrument per l'administració francesa que l'acusa d'estar al servei del règim hispànic.
L'encreuament de cartes entre la República francesa, republicana, jacobina i liberal, amb el regne d'Espanya, conservador, monàrquic i, des d'ara, feixista, fou abundant en quant a la qüestió andorrana. Segons es desprèn de les cartes recollides per la periodista Amparo Soriano, el regne hispànic considerava que el bisbe d'Urgell era ciutadà espanyol i, com a tal, la sobirania d'Andorra havia de ser espanyola. Un argument que l'administració francesa recalca i no tolera quan acusa el règim d'”instrumentalitzar” el bisbe en benefici propi. Però des de la dictadura hi havia més motius per considerar Andorra com una regió del seu territori. El comte de Foix havia estat vassall del bisbe d'Urgell durant l'edat mitjana i això conferia un caire superior a la figura del bisbat que prevaldria, segons la retòrica hispànica, per sobre de la del consenyor francès.
Convé recordar que l'estatut polític d'Andorra era encara lluny d'haver-se definit i des d'Espanya hi havia realment la idea que el país era una part més de Catalunya, de vegades anomenada “República” perquè no se sabia ben bé com se l'havia de designar ni tampoc què era realment. Sobre el grau de penetració ideològica del feixisme a Andorra, en referència a la dictadura de Primo de Rivera, no es pot dir res perquè no hi ha documentació al respecte. Tanmateix, sabem que la parròquia d'Encamp acull per la Festa Major del 1926 l'orquestra del batalló d'Alfons XIII de la Seu d'Urgell. Un escenari que no hauria de sorprendre perquè la Seu d'Urgell es trobava en aquell moment ocupada per militars, guàrdies civils i carrabiners. Els militars espanyols es passejaven de fet amb tota normalitat en territori andorrà. Ara bé, segons s'ha pogut extreure de l'Arxiu de Francesc Macià, la Seu d'Urgell tenia força població catalanista que no va dubtar a deixar de manifest la seva opinió sobre el règim a l'estiu del 1924, moment en què el monarca hispànic decideix visitar la ciutat. La trànsfuga d'idees amb Andorra devia ser notable.